# Бротон, Гейл
Гейл Бротон (англ. Gayle Broughton, родилась 5 июня 1996) — новозеландская регбистка, играющая на позиции защитника. Серебряный призёр летних Олимпийских игр 2016 года по регби-7, чемпионка мира по регби-7 в составе сборной Новой Зеландии 2018 года.

## Игровая карьера
Регби занялась ещё в средней школе, выступает за команду провинции Таранаки. В 2014 году дебютировала в составе сборной Новой Зеландии на этапе Мировой серии в США матчем против Нидерландов. Серебряный призёр летних Олимпийских игр 2016 года (занесла одну попытку в матче против Кении, закончившемся победой новозеландок 52:0), чемпионка Мировой серии 2014/2015 (говорила, что в случае победы отдаст золотую медаль бабушке).

## Личная жизнь
По происхождению — маори по происхождению из иви (племени) Нгаруахине и Нгати Руануи. Любимые регбисты — Келли Брэйзер и Морган Морроу. Любимый жанр музыки — рэп, любимый актёр — Джонни Депп.